# Armée de la république de Chine
Pour les articles homonymes, voir Armée chinoise (homonymie).
L'Armée de la république de Chine (chinois : 中華民國國軍 ; pinyin : Zhōnghuá Mínguó Guójūn) assure la défense de la république de Chine (communément appelée Taïwan). Le pays entretient d’importantes forces militaires auxquelles il consacre près de 16,80 % du budget de l’État (chiffres de 2003).

## Historique
Cette armée est l’héritière de l’Armée nationale révolutionnaire mise sur pied en 1925 par le Kuomintang. En 1947, en pleine guerre contre les communistes, la « Première République » tente de stabiliser son régime en promulguant une nouvelle constitution : l'Armée de la république de Chine est officiellement créée, remplaçant et absorbant l'Armée nationale révolutionnaire. 
À la fin de la guerre civile chinoise, une partie des forces armées de la république fait défection et rejoint les rangs de l'Armée populaire de libération des communistes. Le reste des troupes nationalistes se retranche en 1949 à Taïwan avec le gouvernement et y constitue les forces armées de l'État de Taïwan.
Jusqu’aux années 1970, la mission officielle de l’armée était de reprendre la Chine continentale en détruisant le Parti communiste chinois. Aujourd’hui, son rôle est d’assurer la défense des îles de Taïwan, Penghu, Kinmen et Matsu contre une éventuelle invasion par l’Armée populaire de libération de la république populaire de Chine qui est vue comme une menace possible du fait de l’incertitude du statut de Taïwan.

## Organisation
Les commandements suivants obéissent au commandant en chef qui est lui-même sous les ordres du ministre de la Défense et du président de la république de Chine :
- l'Armée de terre de la république de Chine ;
- la Marine de la république de Chine ;
- le corps des fusiliers marins de la république de Chine ;
- la Force aérienne de la république de Chine ;
- la Police militaire de la république de Chine (en).

Les garde-côtes de la république de Chine ont été formés en tant qu'entité distincte en 2001 à partir d'unités des forces armées et de la police.

### Armée de terre

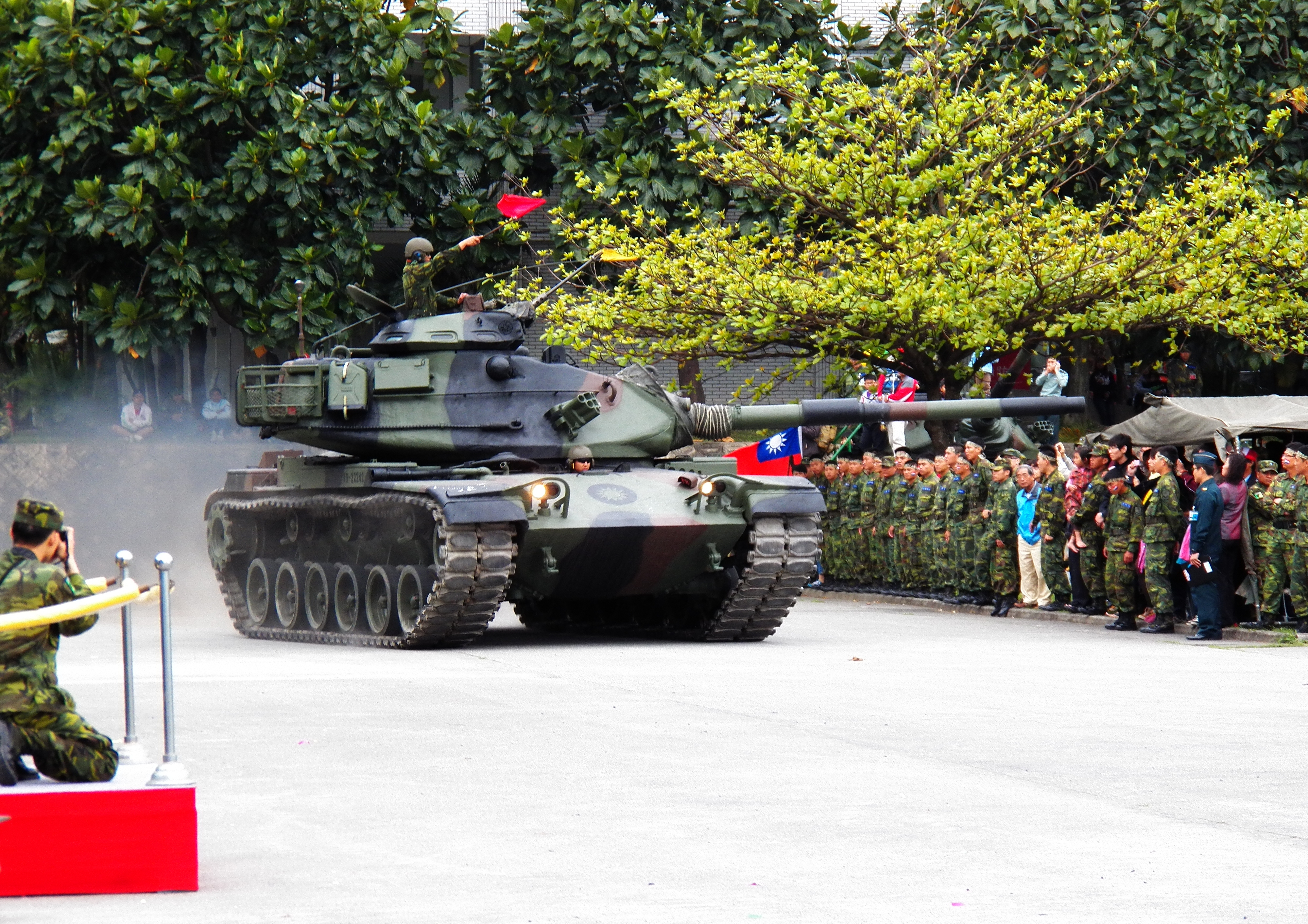
M60A3 de l'Armée de la république de Chine en 2012.

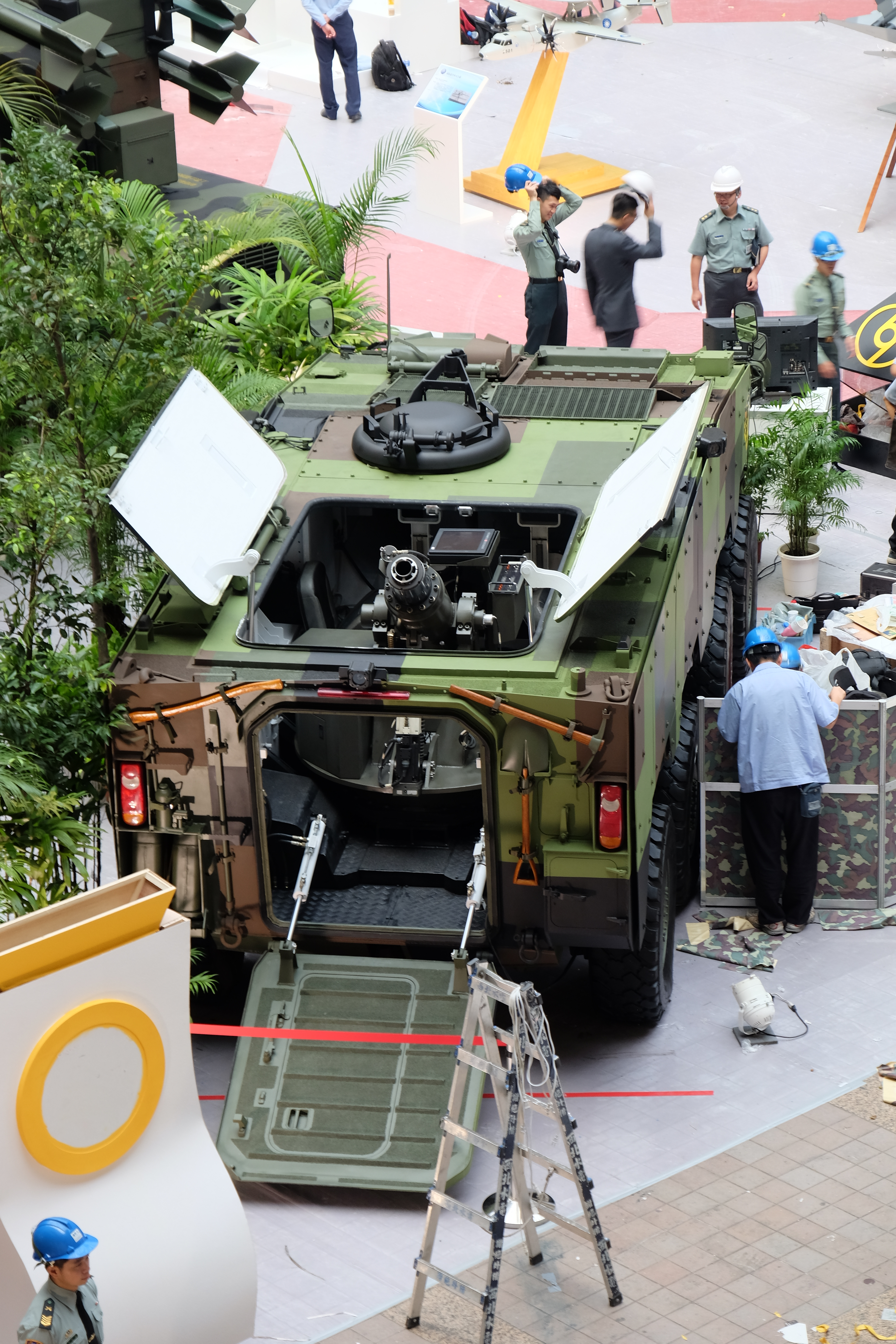
Le CM-32 Yunpao muni d'un mortier de 81 millimètres.

Les forces terrestres ont longtemps été le parent pauvre de l'armée taïwanaise. Assurée de la suprématie aérienne et navale face à son adversaire chinois, Taïwan estimait que le seul rôle de sa composante terrestre serait d'« achever » d'éventuelles forces qui auraient réussi à débarquer sur les plages de Taïwan. 
De ce fait, elles sont encore en 2020 dotées d'un matériel daté, avec 750  chars d'assaut M-60A3, CM-11 et CM-12 (en fait des vieux M48 modernisés), des dérivés des transports de troupes M113 baptisés localement CM-21, etc. Néanmoins depuis quelques années un mouvement est entrepris pour les remettre à niveau. L'infanterie dispose ainsi d'armes légères comparables à celles de l'OTAN. Au niveau de l'artillerie des obusiers M-109A6 ont été achetés, sans oublier le développement national du LT-2000 (Thunderbolt 2000), un lance-roquettes multiples monté sur un camion Oskosh M-977. S'ajoute aussi le CM-32 Armoured Vehicle (en) Yunpao, un véhicule blindé à roues, qui sera développé malgré les pressions américaines qui insistèrent pour vendre ses Stryker. Entrant en service, le Yunpao coûterait quatre fois moins cher que son homologue américain.
Les négociations portant sur l'acquisition de AH-64 Apache ont conduit à une commande de 30 AH-64D Block III/AH-64E en octobre 2008. Livrés entre novembre 2013 et octobre 2014, un est accidenté en avril 2014. Le 17 juillet 2018, la 601e brigade de cavalerie aérienne [Air Cavalry Brigade] de l'armée de terre de la république de Chine équipé de 29 AH-64 est déclaré opérationnelle sur la base aérienne de Longtan dans le district du même nom à Taoyuan.
Le Bell AH-1W Cobra (63 livrés à partir de 1993) reste en nombre le principal hélicoptère d'attaque à Taïwan. Armés principalement de missiles antichar TOW, ils pourraient également être lancés contre des navires. Le Bell OH-58 Kiowa a quant à lui la double fonction attaque/reconnaissance. Le transport est assuré par des CH-47 Chinook et des UH-1 fabriqués sous licence par AIDC.
Malgré ses efforts, l'armée de terre devrait rester à la traîne au niveau des équipements. Les 108 chars M-1A2T Abrams demandés en 2018 via le programme Foreign Military Sales des États-Unis comme remplaçants d'une partie des blindés actuels commencent seulement à arriver en 2024 (38 unités). De même, les forces terrestres ne devraient pas être concernées par le programme de numérisation des forces armées taïwanaise en cours.

### Armée de l'air

Les cocardes des forces aériennes de Taïwan.

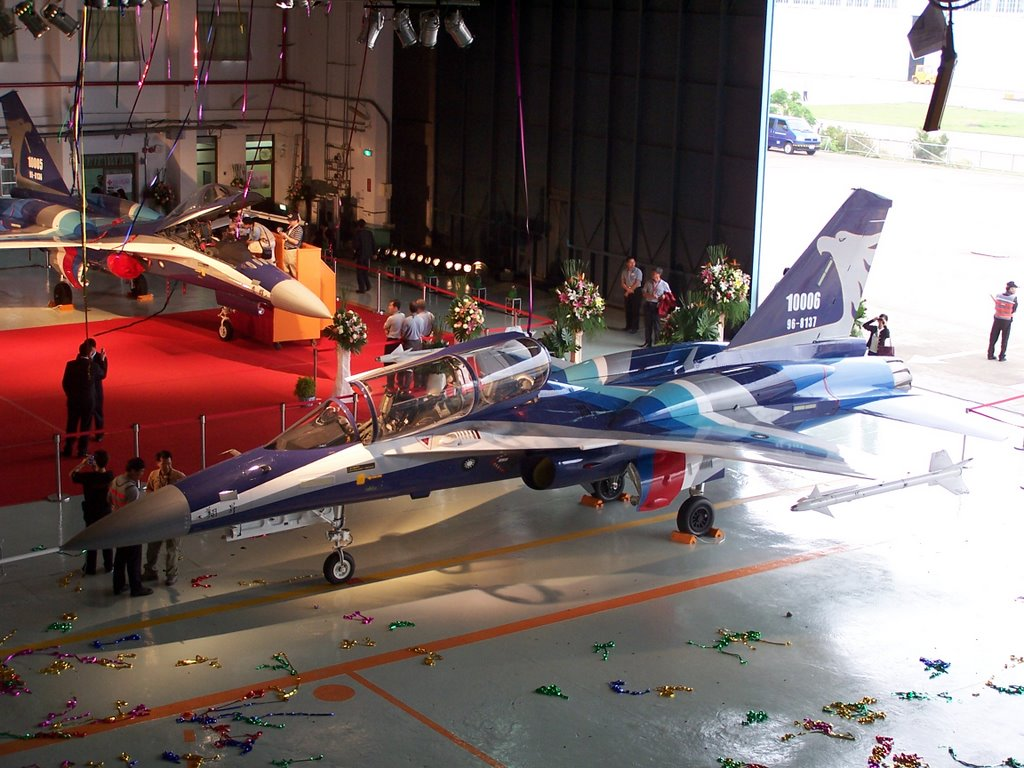
Le F-CK-1D Brave Hawk lors d'une présentation officielle.

La force aérienne est encore l'une des composantes privilégiées de l'armée taïwanaise. L'appui des États-Unis a permis de doter rapidement l'île de ce qui se faisait de mieux en matière d'avions de combat, Taïwan recevant ainsi des F-84 Thunderjet, des F-100 Super Sabre ou encore des F-104 Star Fighter alors que ces appareils entraient tout juste en service dans l'US Air Force. De même Taïwan sera le seul pays du monde à opérer des Lockheed U-2, avion de reconnaissance espion qui seront largement mis à contribution pour recueillir des renseignements au-dessus du territoire chinois. Les Taïwanais seront également les premiers à utiliser les missiles air-air Sidewinder au combat.
Aujourd'hui Taïwan a su diversifier ses sources d'approvisionnement en matière d'avions et de munitions. Si récemment les États-Unis ont consenti à vendre des F-16 Falcon, ce n'est qu'après de longues et difficiles négociations. De même, Taïwan s'était vu refuser net l'achat de F-20 Tigershark, démontrant que son allié américain était des plus versatiles. De ce fait, Taïwan s'adressera également à la France dans les années 1990 pour lui commander soixante Mirage 2000-5 et des missiles air-air MICA. Mais c'est en développant son propre avion de combat, le AIDC F-CK-1 Ching-Kuo, un chasseur monoréacteur léger, que Taïwan accède à l'indépendance (partielle) en matière de production aéronautique. 
Malgré des difficultés dans l'entretien de ses avions et de leurs munitions, la force aérienne continue de maintenir un haut niveau d'entraînement pour ses pilotes avec environ 150 heures de vol par an, un chiffre au moins équivalent à celui de la France. Taïwan a également consenti de gros efforts dans le domaine de la missilerie avec notamment les missiles air-air Tien-Chien. Déclinée en deux variantes, la gamme comprend le Tien-Chien 1 à guidage infrarouge et le Tien-Chien 2, guidé par radar. 
Dans le domaine de la défense anti-aérienne, Taïwan reste fort actif. L'île opère déjà des MIM-104 Patriot, et sa variante modernisée dénommée PAC-3 a été commandée, même si sa vente est pour l'instant gelée par décision américaine. Le reste des systèmes anti-aériens est constitué de missiles soit locaux - Sky Bow 1, 2 et 3 - ou américains, tels que des Hawks ou Stingers. 
On notera aussi le souci de protection des forces aériennes, principal outil défensif de Taïwan face à une éventuelle agression. L'île comporte ainsi plusieurs bases aériennes fortifiées et dissimulées. De même des portions de routes ont été spécialement conçues pour permettre le décollage d'avions de chasse, en cas de destruction des pistes conventionnelles.

### Marine
Comme la force terrestre, la marine semble encaisser durement le vieillissement de ses matériels. À la suite de la modernisation accélérée de sa rivale chinoise, la flotte taïwanaise semble être passée dans une posture d'infériorité. Le manque de navires modernes se fait en effet cruellement sentir, la plupart des bateaux mis en service étant des anciens bâtiments américains déclassés et partiellement modernisés. C'est le cas des Kee-Lung (ex Kidd), des Cheng Kung (ex Classe Oliver Hazard Perry) ou des Chi Yang (classe Knox). 
Taïwan a consenti à un effort important avec le programme d'acquisition de frégates de la classe La Fayette, baptisées Kang Ding. Toutefois, la France, sous la pression chinoise, dégrada fortement les performances des navires livrés : les Kang-Ding ne pouvant qu'utiliser le missile air-air Sea Chapparal aux performances médiocres. Cette vente a donné lieu à l'affaire des frégates de Taïwan, affaire de corruption, d'espionnage et de géopolitique.
La situation est également grave dans le domaine des sous-marins, Taïwan ne parvenant pas à renouveler sa flotte sous-marine. Sous les pressions chinoises, les pays pouvant lui livrer des sous-marins modernes se sont toujours rétractés, jusqu'à ce que Taïwan commence en 2014 son propre programme de développement. Taïwan continue ses développements de munitions locales avec notamment la gamme de missiles anti-navires Hsiung-Feng.

### Police militaire

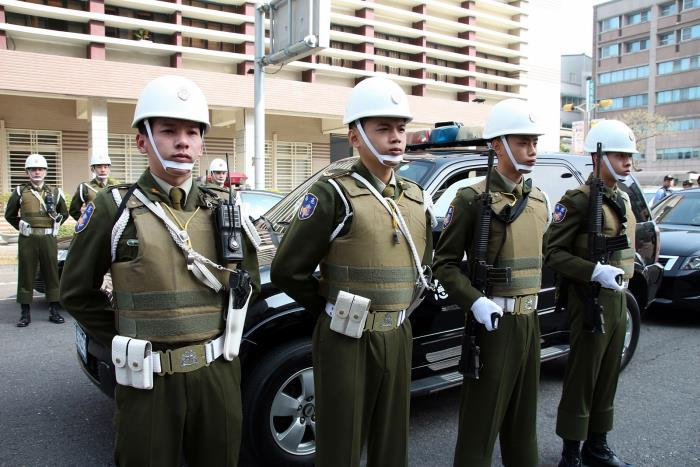
La police militaire taïwanaise.

La police militaire taïwanaise reste un Corps d'armée à part. Il est totalement indépendant des autres branches de l'institution militaire et possède des missions et matériels qui lui sont propres, ce qui tend parfois à en faire une sorte d'armée dans l'armée. Sa fonction première reste toutefois celle de toute police militaire : le maintien de l'ordre dans les casernes et l'armée. On note la présence d'unités anti-terroristes dans son organisation, ce à quoi s'ajoute une fonction de défense des bâtiments clés de Taïwan, tel que le palais présidentiel, la protection rapprochée du Président et des hautes personnalités locales, mais aussi le maintien de l'ordre au sein de la population civile en cas d'éventuelles émeutes ou catastrophes naturelles.
La police militaire reste solidement équipée. Utilisant tout l'armement léger en service au sein de l'armée taïwanaise elle possède aussi du matériel plus lourd comme des pièces d'artillerie ou des mortiers. À cela s'ajoute une capacité de transport reposant également sur des hélicoptères UH-1 Huey ou des blindés légers.

## Logistique et services communs
En créant les Combined Service Forces (CSF) et le Combined Logistics Command (CLC), les militaires taïwanais ont mutualisé leur unités non combattantes.
Les CSF étudient, fabriquent et modifient l'armement en service. Le CLC, lui, gère  la logistique, le patrimoine bâti et les tâches administratives nécessaires.

## Personnels
Les Forces armées de la république de Chine sont constituées d'une force d'active d'environ 300 000 hommes et de 3 870 000 réservistes. Tout jeune homme ayant atteint l'âge de 18 ans doit effectuer son service militaire. Un plan de réorganisation et d'optimisation des unités devrait permettre de réduire les effectifs à 270 000 vers 2012, tout en maintenant un entraînement militaire obligatoire pour tous les jeunes hommes. 
Les officiers sont considérés comme compétents, bien entraînés et techniquement efficaces. Dans son ensemble, le corps des officiers tend néanmoins à être très conservateur. Le recrutement de jeunes officiers est difficile en raison de la compétition avec le milieu privé qui offre des carrières plus attractives à nombre d'entre eux.
En revanche le niveau des troupes - en particulier - celui des conscrits est fort bas. La faute principalement à un manque de motivation pour le service national et un désintérêt pour l'armée. Certains dénoncent là le problème de la « génération des fraises », la jeunesse gâtée par un très haut niveau de vie et habituée au luxe, adoucie et gâtée. Les responsables militaires américains en visite à Taïwan se plaignent fréquemment du fait que les écoles militaires de base sont trop relâchées. L’armée semble davantage redouter la colère des parents des conscrits qu’une invasion chinoise, affirment les soldats américains en visite.
En revanche les unités dites spéciales comme les Marines, la police militaire ou les différentes unités commandos pourraient opposer une forte résistance et tenir les bâtiments officiels.

## Industrie de défense et production locale

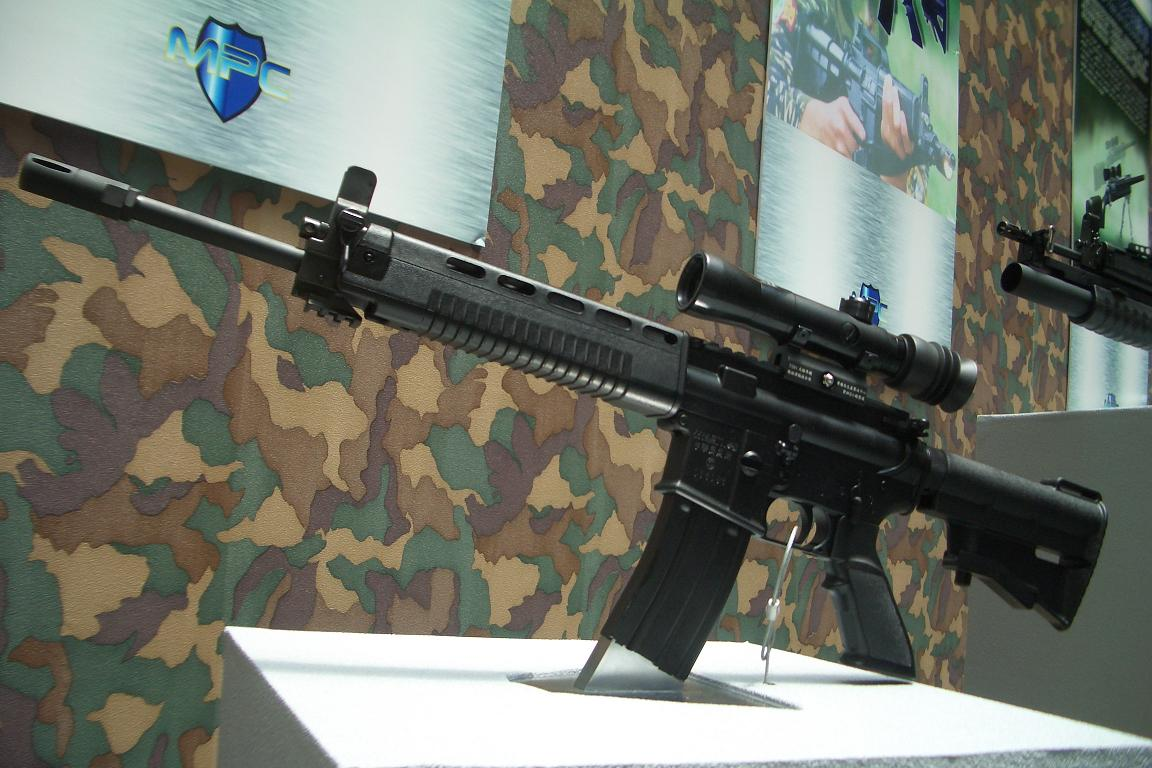
Le fusil d'assaut standard T-91.

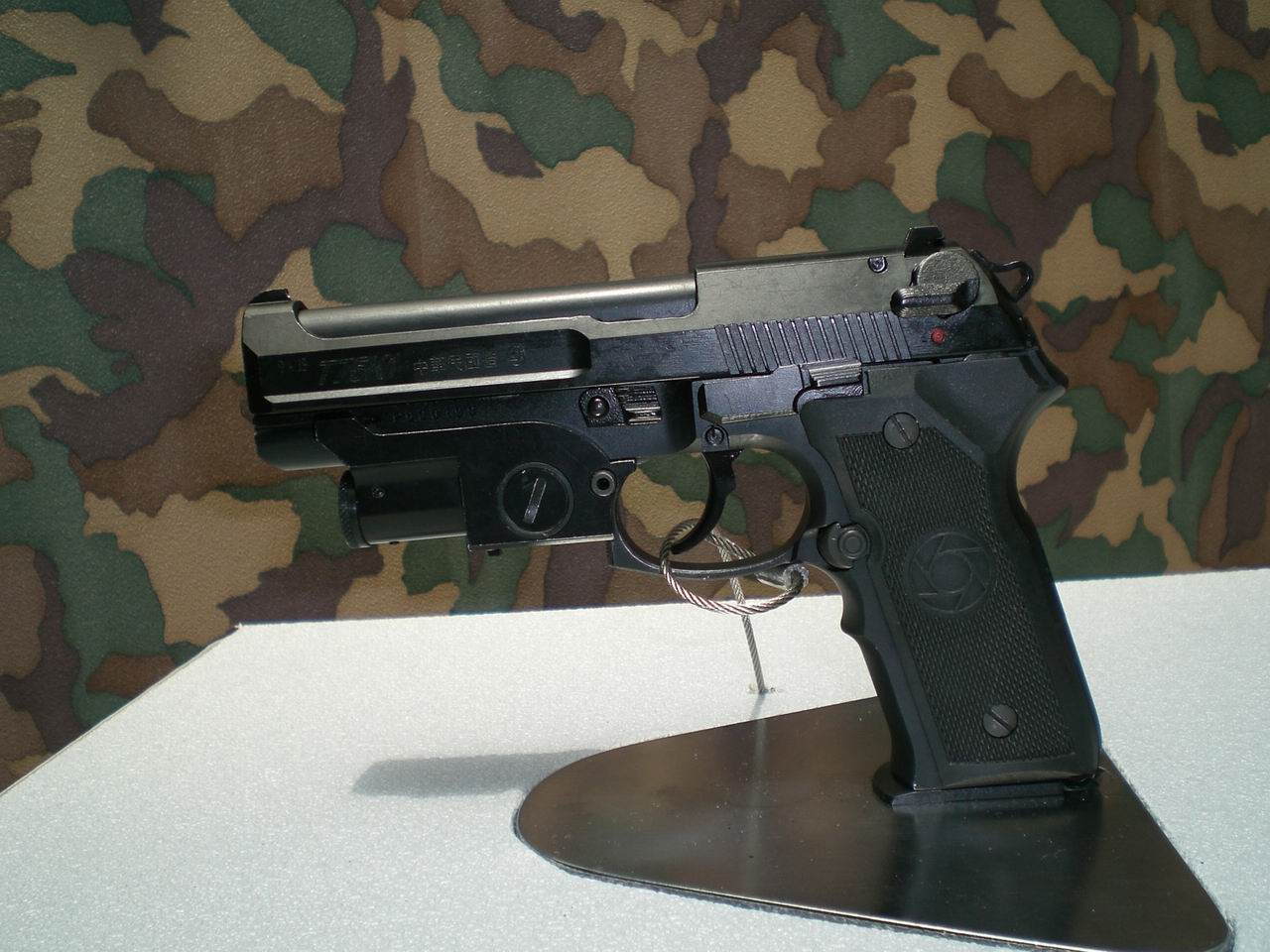
Le pistolet T-75K1 est l'arme de poing standard de Taïwan.

Taïwan entretient une industrie de défense active dans la plupart des domaines. Le principal maître d'œuvre dans la production d'armements reste le Chung-Shan Institute Science and Technology (CSIST) qui est chargé du développement des programmes les plus complexes.  Il existe aussi plusieurs dizaines de firmes privées. Le budget de la défense annoncé pour 2025 est de 647 milliards de dollars taïwanais, soit 2,45 % du produit intérieur brut.
Au niveau des véhicules terrestres le CM-32 (en) Yunpao (Panthère des neiges) reste un des programmes prioritaires taïwanais et entre progressivement en service depuis 2007. Moins cher que le Stryker américain, il souffrirait toutefois d'un blindage relativement faible. Le domaine de l'artillerie reste également une composante privilégiée avec le développement du LT-2000 (Leiting 2000) appelé également Thunderbolt-2000. Il s'agit d'un lance-roquettes multiples monté sur camion présentant la particularité d'être modulable, pouvant utiliser les roquettes Mk-15, Mk-30 ou Mk-45. Pour passer d'un type de munition à un autre il suffit de remplacer le panier roquettes. 
Dans le domaine aérien, Taïwan produit l'avion de chasse F-CK-1 Ching-Kuo et une vaste gamme de munitions air-air (Tien Chien 1 et 2), air-sol et air-mer. Pour ce qui est des hélicoptères, Taïwan a obtenu la licence de fabrication du Bell UH-1 Huey, assemblé localement par Aerospace Industrial Development Corporation (en). Le CSIST produit également une famille de drones aux applications aussi bien civiles que militaires.
L'île produit elle-même la plupart de ses armes légères depuis les années 1940 même si dans tous les cas il s'agit de fabrication sous licence ou de dérivés d'armes déjà existantes. C'est le cas pour les pistolets T-75 (des Beretta 92) ou les fusils T-91 et T-86, descendants plus ou moins directs des M-16 et M-4 américains.

### Programme de missiles longue portée
Depuis 2005, la conception d'un missile de croisière dérivé d'un missile antinavire nommé Hsiung Feng IIE d'une portée de 600  à   1 000 kilomètres a été finalisé et il est en service à 300 exemplaires en juillet 2012. 
Le missile trisonique Yunfeng d'une portée annoncé à 1 200 km est produit en 2014 à 150 unités.

### Programme nucléaire
Pour un article plus général, voir Armes de destruction massive à Taïwan.
Entre 1974 et 1977 puis entre 1978 et 1988, Taïwan a entrepris un programme de recherche clandestin d'armement nucléaire à la suite du développement de l'arsenal nucléaire de Pékin et de son isolement diplomatique. Celui-ci fut mené par l'Institut Chungshan et l'Institut de recherche sur l'énergie nucléaire (IREN) malgré les accords signés avec les États-Unis et l'AIEA l'engageant à n'utiliser ses installations nucléaires qu'à des fins civiles. 
Quant à la suite de dures transactions avec le gouvernement fédéral des États-Unis, le gouvernement taïwanais autorise l'inspection de ses sites par l'AIEA, celle-ci obtient des preuves de ce programme militaire et les États-Unis font pression pour stopper celui-ci en 1977. Dès 1978, un autre programme reprend et un essai hydronucléaire est effectué en avril 1986 sur la base de Chiupeng à Pingtung.
Le programme sera stoppé en décembre 1988 à la suite de la défection d'un colonel, directeur adjoint de l'IREN et espionnant pour la CIA, vers les États-Unis avec de nombreux documents. La CIA détruisant les installations et la documentation concernant la fabrication d'armes nucléaires se trouvant au centre de Taoyuan alors que la mise en œuvre d'armes opérationnelles aurait dû avoir lieu quelques mois plus tard.
On estime dans les années 1990 que Taïwan peut disposer d'un armement nucléaire un ou deux ans après la décision de lancer un nouveau programme,.

## Coopérations internationales
- Japon

Officiellement il n'y a aucune coopération entre les Forces d'autodéfenses japonaises et l'armée taïwanaise, même si des rumeurs font état de conseillers japonais, généralement des militaires retraités, auprès de l'armée de Taïwan. Il est toutefois admis qu'en cas de guerre dans le détroit de Taïwan, la marine japonaise interviendrait en faveur des Taïwanais en coopération avec la flotte américaine.
- Singapour

En 1975, l'État de Singapour envoya un contingent de soldats s'entraîner sur l'île de Taïwan, la place manquant cruellement sur l'île-État singapourienne. Actuellement[Quand ?], la coopération et l'entraînement de troupes singapouriennes à Taïwan se poursuit, le pays du Merlion étant d'ailleurs le seul pays au monde à posséder actuellement des bases militaires permanentes à Taïwan. Il n'est pas exclu que le statut géographique et politique de Taïwan, très similaire à celui de Singapour puisque petit pays entouré de voisins géographiquement plus vastes et potentiellement hostiles, y soit pour quelque chose dans la coopération entre les deux pays. La présence de bases singapouriennes a d'ailleurs entrainé un conflit diplomatique avec la Chine. Pékin, exigeant le retrait des bases singapouriennes, proposa à la place un terrain sur l'île chinoise de Hainan. 
- États-Unis

La coopération entre Taïwan et les États-Unis remonte aux lendemains de la Seconde Guerre mondiale, en 1949. Très proches alliés au début (Taïwan proposa ainsi d'envoyer des troupes en Corée puis au Vietnam soutenir les États-Unis tandis que le United States Taiwan Defense Command est en service de 1955 à 1979), l'alliance entre les deux États est agitée de soubresauts généralement provoqués par un jeu diplomatique complexe. Il s'agit en effet d'éviter de « provoquer » trop violemment Pékin en affichant une alliance trop manifeste.

## Principaux faits d'armes et batailles
Opérations et batailles en Chine Continentale (1912-1949)
- Expédition du Nord : 1925

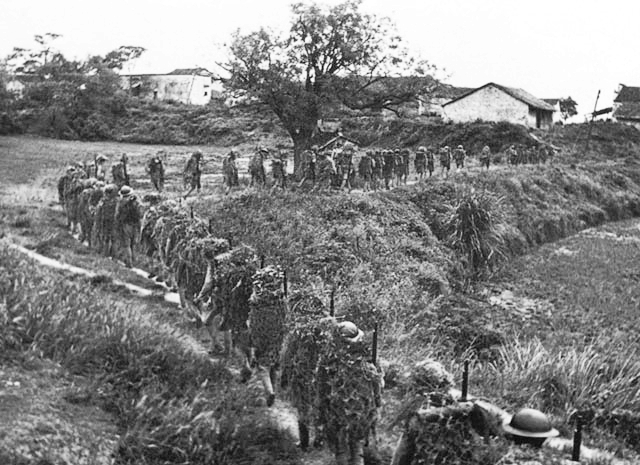
Nouvelles recrues de l'armée nationale révolutionnaire montant au front en 1939.

- Première insurrection communiste: 1927-1937 
  - Révolte de Nanchang : 1927
  - Révolte des Récoltes d'Automne : 1927
  - Incident de Xi'an : 12 décembre 1936
- Seconde Guerre Sino-Japonaise / Deuxième Guerre mondiale : 1937-1945 
  - Incident du Pont Marco Polo : 7 juillet 1937
  - Bataille de Shanghai : 13 août - 9 novembre 1937
  - Bataille de Nanjing : octobre - Décembre 1937
  - Bataille de Taierzhuang : 24 mars - 7 avril 1938
  - Première Bataille de Changsha : 17 septembre - 6 octobre 1939
  - Deuxième Bataille de Changsha : 6 septembre - 8 octobre 1941
  - Troisième Bataille de Changsha : 24 décembre 1941 - 14 janvier 1942
  - Défense du Sichuan : 1942 - 1943
  - Bataille de Hengyang-Changsha : juin 1944 - avril 1945
- Guerre civile chinoise : 1945 - 1949 
  - Incident de la Nouvelle Quatrième armée : 1940
  - Incident 228 : 28 février - mars 1947

Opérations et batailles à Taïwan (1949 à nos jours)
- Bataille de Kuningtou : 25 octobre 25 - 28 octobre 1949
- Bataille de l'Île Denbu : 3-5 novembre 1949
- Première Bataille de l'Île Dadan: 26 juillet 1950
- Guerre de Corée : 1950-1953, participation au conflit par l'envoi de traducteurs et des raids dans la Chine du Sud-Ouest à partir de la Birmanie
- Bataille de l'Île Nanri : 11-15 avril 1952
- Bataille de l'Île Donshan : 15 juillet 1953
- Première crise du détroit de Taïwan : août 1954 - mai 1955 
  - Bataille des Îles Yijiangshan : 18 janvier 1955
  - Évacuation des Îles Tachen : 7 - 11 février 1955
- Seconde crise du détroit de Taïwan : 23 août - début octobre 1958 
  - Seconde Bataille de l'Île Dadan : 26 août 1958
- Guerre du Viêt Nam : Des petits groupes de l'armée de la république de Chine, déguisés en locaux, participent au conflit en assurant des missions de transport et d'assistance technique. Cette participation demeurait secrète pour éviter un conflit avec la république populaire de Chine.
- Bataille de DonYin : 1er mai 1965
- Bataille de Wuchow : 13-14 novembre 1965
- Troisième crise du détroit de Taïwan : 21 juillet 1995 - 23 mars 1996
- Participation aux opérations de secours après le tsunami en Asie du Sud-Est du 26 décembre 2004 : janvier 2005